# Bandiera di Cipro del Nord
La bandiera di Cipro del Nord è basata sulla bandiera della Turchia, l'unico Paese che riconosce Cipro del Nord come Stato. Si riscontrano la mezzaluna e la stella rossa, simboli dell'Islam. Il fondo bianco, invece, ricorda la bandiera di Cipro.
La bandiera è stata adottata il 7 marzo 1984 con la legge n. 15/1984, dopo una votazione del parlamento. L'articolo 5 prevede che "la bandiera della Turchia continua ad essere la bandiera nazionale della Repubblica turca di Cipro del Nord".

## Bandiera presidenziale
La bandiera usata dal Presidente della Repubblica Turca di Cipro del Nord è identica a quella della bandiera dello Stato, ma con l'aggiunta di una stella rosso e gialla nell'angolo in alto a sinistra.

## Bandiere storiche

Bandiera del Regno di Cipro (XV secolo)
Bandiera del Protettorato britannico di Cipro (1881-1922)
Bandiera del Colonia britannica di Cipro (1922-1960)
Prima bandiera della Repubblica di Cipro (1960)
Bandiera della Repubblica di Cipro, che assistì al colpo di stato e all'invasione turca di Cipro del 1974 (1960-2006)
Bandiera utilizzata durante l'invasione turca (1974-1975), de facto dallo Stato Federato Turco di Cipro (1975-1983) e de facto dalla  Repubblica Turca del Cipro del Nord (1983-1984)
La bandiera di Cipro proposta dalle Nazioni Unite nell'ambito del Piano Annan